# 万安老街
万安老街是中国安徽省黄山市休宁县万安镇的一条老街，位于新安江支流横江的北岸。东倚古城岩，北靠松萝山。万安老街长达2.5公里，分上、中、下街，是古徽州地区最长的一条街，迄今仍完好保留。
明清时期，万安老街作为水运码头，为当时徽州地区最繁华的集市之一，商铺林立，多达400多家，号称“小小休宁城，大大万安街”。如今街道两旁保留了原汁原味的典型的明、清徽派建筑传统民居130余处，青瓦白墙，前铺后坊，麻石路面异常平滑，街景几乎没有变化，没有商业开发的气息。
2012年，万安老街被评为首批中国传统村落。同年评为第四届中国历史文化名街。2019年12月25日，安徽省人民政府将休宁县万安老街列为安徽历史文化街区。